# Ephydra obscuripes
Ephydra obscuripes är en tvåvingeart som beskrevs av Friedrich Hermann Loew 1866. Ephydra obscuripes ingår i släktet Ephydra och familjen vattenflugor. Inga underarter finns listade i Catalogue of Life.